# Smörgåstårta

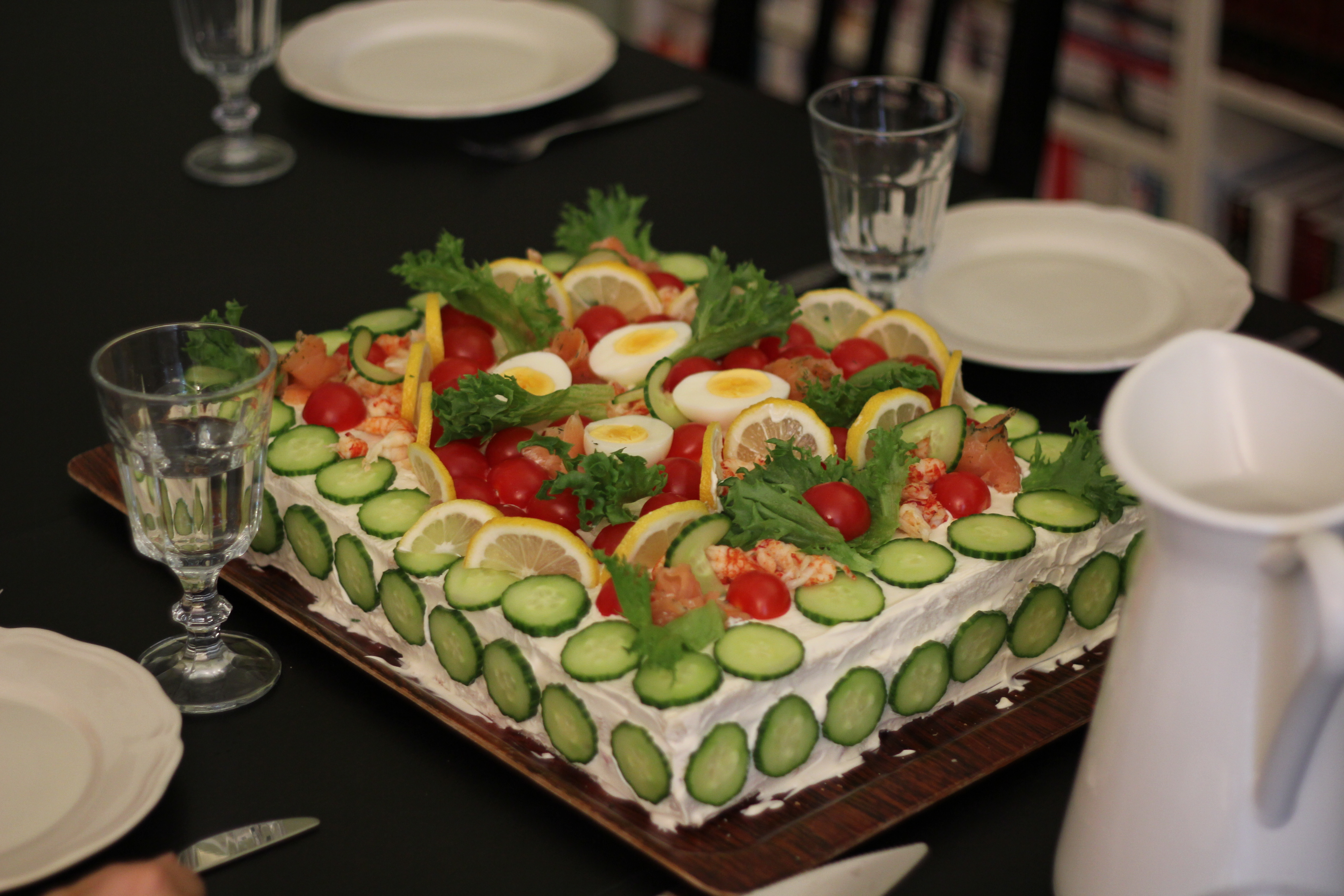
Smörgåstårta garni avec des légumes.

Le smörgåstårta (« sandwich gâteau ») est un mets de la cuisine suédoise
Gâteau sandwich, smörgåstårta - aussi suédois que possible, aujourd'hui aussi populaire en Finlande, Islande et en Estonie. 
La différence entre un sandwich, un sandwich ouvert et un gâteau sandwich est que le gâteau sandwich est fait de plusieurs couches de pain blanc avec de la garniture crémeuse entre chacun d'eux et recouvert d'une couche de mayonnaise et de crème fraîche sur les côtés et sur la couche supérieure de pain avant d'être richement décoré. 
Les garnitures et le glaçage varient mais sont souvent composés d'œufs et de mayonnaise. D'autres garnitures sont possibles, comprenant souvent du pâté de foie, des olives, des crevettes, du jambon, diverses charcuteries, du œufs de lump, du fromage et du saumon fumé. 
Dès 1940, dans le Stora kokboken alors nouvellement publié, les éditeurs du livre mentionnent pour la première fois le mot tårta / gâteau en combinaison avec le mot sandwich, qui était alors le mot commun pour un sandwich d'entrée ou de souper plus fin. Ils donnent des recettes pour un gâteau sandwich à plusieurs portions en deux couches, remplissant entre les couches, puis une belle décoration à l'extérieur.
La même année, c'est-à-dire 1940, le professeur d'économie agricole Maj Thermænius-Göransson écrit une recette pour une portion de sandwich en trois couches de pain où chaque couche doit être un peu plus petite que la précédente pour qu'une forme de pyramide se forme lorsque vous la posez. ensemble. Elle appelle ce sandwich juste un sandwich pyramidal et entre les couches, vous étalez du beurre, de la moutarde, de la purée de tomates ou de la tarte flambée. Il doit ensuite être garni de tomate, de concombre, d'œuf dur et terminé par un anchois ou un filet d'anchois.
Traditionnellement, il contient souvent à la fois de la viande de porc ou de bœuf et des fruits de mer.
Semble provenir de 1920, cocktailtårta, gâteau de cocktail. Similaire à un sandwich ouvert, fait à la taille d'un gâteau.